# Julliani Eersteling
Julliani Eersteling (Rotterdam, 27 oktober 2001) is een Nederlands voetballer die doorgaans als verdediger speelt.

## Carrière
Julliani Eersteling speelde in de jeugd van Sparta AV en de proftak van Sparta. In het seizoen 2018/19 speelde hij vijfmaal voor Jong Sparta Rotterdam in de Tweede divisie. In 2020 vertrok hij transfervrij naar Go Ahead Eagles, waar hij in eerste instantie bij het onder-21-elftal aansloot. Hij debuteerde voor Go Ahead op 11 september 2020, in de met 0-2 gewonnen uitwedstrijd tegen SC Cambuur. Hij kwam in de 88e minuut in het veld voor Bradly van Hoeven. Hij speelde in totaal twintig wedstrijden in de Eerste divisie voor Go Ahead, wat tweede eindigde en zodoende naar de Eredivisie promoveerde. Eersteling maakte hierna een transfer naar FC Utrecht, waar hij bij Jong FC Utrecht aansloot. Hier tekende hij een contract voor twee jaar, met een optie voor twee extra jaar. Hier speelde hij in twee seizoenen vijftig wedstrijden waarin hij eenmaal scoorde. In 2023 vertrok hij naar het Cypriotische AO Agia Napa. Na een half jaar werd zijn contract verbroken.

### Statistieken
| Seizoen                       | Club                  | Land           | Competitie     | Competitie | Competitie | Beker | Beker | Totaal | Totaal |
| Seizoen                       | Club                  | Land           | Competitie     | Wed.       | Dlp.       | Wed.  | Dlp.  | Wed.   | Dlp.   |
| ----------------------------- | --------------------- | -------------- | -------------- | ---------- | ---------- | ----- | ----- | ------ | ------ |
| 2018/19                       | Jong Sparta Rotterdam | Nederland      | Tweede divisie | 5          | 0          | –     | –     | 5      | 0      |
| 2020/21                       | Go Ahead Eagles       | Nederland      | Eerste divisie | 20         | 0          | 2     | 0     | 22     | 0      |
| 2021/22                       | Jong FC Utrecht       | Nederland      | Eerste divisie | 29         | 0          | –     | –     | 29     | 0      |
| 2022/23                       | Jong FC Utrecht       | Nederland      | Eerste divisie | 21         | 1          | –     | –     | 21     | 1      |
| 2023/24                       | AO Agia Napa          | Cyprus         | B' Kategoria   | 7          | 0          | 1     | 0     | 8      | 0      |
| Carrièretotaal                | Carrièretotaal        | Carrièretotaal | Carrièretotaal | 82         | 1          | 3     | 0     | 85     | 1      |
| Bijgewerkt op 28 januari 2024 |                       |                |                |            |            |       |       |        |        |